# La Gracieuse (patrouilleur)
Pour les autres navires du même nom, voir La Gracieuse.
La Gracieuse est la 6e unité de la série des dix patrouilleurs de la Marine nationale française du type P400 destinés aux tâches de protection des zones économiques exclusives ou de service public. Le navire a été désarmé en septembre 2017.

## Historique et missions
Saint-Laurent-du-Maroni est la ville marraine de la Gracieuse depuis février 2009, date de son arrivée en Guyane française.
Les missions de La Gracieuse sont de l'ordre de la protection (patrouille, contrôle d'embargo, action de souveraineté, transport de commandos) ou de service public (secours en mer, police de la navigation, police des pêches, assistance aux zones isolées...)
Au 13 novembre 2013, le navire se trouvait en opération de police des pêches au large de la Guyane.
La Gracieuse participe également à des opérations de protection lors des tirs de la fusée Ariane. En décembre 2014, le patrouilleur a ouvert le feu sur une tapouille brésilienne.
En août 2017, le patrouilleur quitte définitivement la Guyane.
Elle est amarrée au port de Brest lors de son désarmement en septembre 2017, depuis août 2018 elle se trouve au Cimetière de Landévennec dans l'attente de son démantèlement.